# Okaliniec
Okaliniec (prononciation : [ɔkaˈliɲet͡s]) est un village polonais de la gmina de Miasteczko Krajeńskie dans le powiat de Piła de la voïvodie de Grande-Pologne dans le centre-ouest de la Pologne.
Il se situe à environ 9 kilomètres au nord-est de Miasteczko Krajeńskie (siège de la gmina), 23 km à l'est de Piła (siège du powiat), et à 84 km au nord de Poznań (capitale de la Grande-Pologne).

## Histoire
De 1975 à 1998, le village faisait partie du territoire de la voïvodie de Piła.

Depuis 1999, Okaliniec est situé dans la voïvodie de Grande-Pologne.
Le village possède une population de 260 habitants en 2010.